# Giacomo Gabbiani
Giacomo Gabbiani (Milano, 18 settembre 1900 – Salice Terme, 1989) è stato un pittore e incisore italiano.

## Biografia
Studia pittura con Riccardo Brambilla e Giuseppe Amisani. Nel 1925 inizia ad esporre in varie mostre: alla Mostra nazionale dell'Accademia di Brera, alla Permanente di Milano. 
La sua prima personale risale al 1928, presso la Galleria Micheli. Cominciano i primi successi professionali: la Galleria d'Arte Moderna di Milano nel 1928 acquista due suoi dipinti, nel 1932 è incaricato di un ritratto per la Quadreria dell'Ospedale Maggiore, nel 1939 un suo quadro è acquistato dal Ministero della Guerra.
Ancora nel 1939 espone a Roma una sua mostra antologica in Palazzo Berberini.
Nel 1948 fondò a Milano l’Accademia Libera Gabbiani, dove l'amico e collega il pittore Trevigiano Aurelio Villanova, fu suo allievo.
Nel dopoguerra con il mutare del gusto del pubblico tuttavia rimane in disparte nel panorama artistico italiano, pur continuando a lavorare ed esporre: a Sanremo nel 1956, l'anno successivo al Centro San Babila di Milano.